# Tammuz

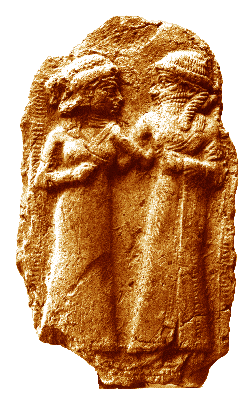
Como dios Dumuzi con su esposa Inanna en una escultura sumeria.

Tammuz (en árabe تمّوز, en hebreo תַּמּוּז) era una divinidad babilónica, consorte de Inanna. Es el dios pastor y de la fertilidad.
También Talmuz entre los semitas y Adonis para los fenicios y sirios. En el panteón sumerio, recibía el nombre de Dumuzi, y era llamado "El Pastor".
Dumuzi, habría sido el quinto rey de Bad-tibira en Súmer. Según la Lista Real Sumeria, el quinto rey predinástico en el período legendario antes del diluvio universal. La Lista afirma que Dumuzi reinó durante 36 000 años (sic).
Su compañero eterno fue Ningizzida; ambos custodiaban las puertas del cielo. Era un mortal, y su casamiento con Inanna le garantizó la fertilidad de la tierra y la fecundidad de la matriz. Pero más tarde, debido al comportamiento desaprensivo de Tammuz hacia Inanna, es enviado al inframundo durante los seis meses más calurosos. Al volver, coincidiendo con el equinoccio de otoño, se dio el nombre de Tamuz al mes del calendario de la antigua Mesopotamia en su honor.